# Federazione Scacchistica Svizzera
La Federazione Scacchistica Svizzera (FSS) (in tedesco Schweizerische Schachbund, in francese Fédération Suisse des Échecs, in romancio Federaziun Svizra da Schah) è un'organizzazione che sovrintende le attività di scacchi in Svizzera.
È membro della Federazione Internazionale degli Scacchi (FIDE) dal 1951, e dell'Unione scacchistica europea (ECU) dal 1985.

## Storia
È stata costituita il 17 giugno 1995 dalla fusione delle due associazioni scacchistiche svizzere Schweizerischer Schachverband (SSV) e Schweizerische Arbeiterschachbund (SASB).
La SSV venne fondata il 2 giugno 1889 a Zurigo con il nome Schweizerischer Schachverein. 
Nel 1964 cambiò nome in Schweizerischer Schachverband (SSV). Dall'ottobre 1900 pubblicò il quotidiano scacchistico Schweizerische Schachzeitung (SSZ).
La SASB venne fondata nel settembre 1922 a Olten dalle sezioni di scacchi di Basilea, Berna, Olten, Winterthur e Zurigo.
La SSV ha organizzato i campionati nazionali della Svizzera fino al 1995. Dal 1951 ha organizzato i campionati svizzeri a squadre, all'epoca con 24 squadre in 3 leghe. Nello stesso anno la SSV è diventata membro della FIDE.
La Federazione scacchistica della Svizzera organizza diverse competizioni:
- il campionato nazionale individuale;
- il campionato individuale federale;
- il campionato svizzero a squadre;
- la Team Cup (campionato a squadre a eliminazione diretta);[1]
- la Coppa Svizzera individuale;
- il campionato svizzero online.

L'evento internazionale più importante è il Torneo internazionale di Bienne, che si svolge annualmente da 1968. 